# چانگ کای-چن
 چانگ کای-چن (انگلیسی: Chang Kai-chen؛ زادهٔ ۱۳ ژانویهٔ ۱۹۹۱) یک تنیس‌باز اهل تایوان است.